# Reeds Spring
Reeds Spring é uma cidade localizada no estado americano de Missouri, no Condado de Stone.

## Demografia
Segundo o censo americano de 2000, a sua população era de 465 habitantes.
Em 2006, foi estimada uma população de 698, um aumento de 233 (50.1%).

## Geografia
De acordo com o United States Census Bureau tem uma área de
1,6 km², dos quais 1,6 km² cobertos por terra e 0,0 km² cobertos por água. Reeds Spring localiza-se a aproximadamente 290 m acima do nível do mar.

## Localidades na vizinhança
O diagrama seguinte representa as localidades num raio de 16 km ao redor de Reeds Spring.